# Obszar Chronionego Krajobrazu Pradoliny Warszawsko-Berlińskiej
Obszar Chronionego Krajobrazu Pradoliny Warszawsko-Berlińskiej – obszar chronionego krajobrazu ustanowiony 24 marca 2009 roku Rozporządzeniem Nr 6/2009 Wojewody Łódzkiego w spr. wyznaczenia Obszaru Chronionego Krajobrazu Pradoliny Warszawsko-Berlińskiej.
Obszar położony jest w województwie łódzkim w jednostkach administracyjnych:
| Powiat poddębicki                  | Powiat łęczycki | Powiat kutnowski                               | Powiat łowicki                                                                      | Powiat skierniewicki |
| ---------------------------------- | --- | ---------------------------------------------- | ----------------------------------------------------------------------------------- | -------------------- |
| - Gmina Uniejów - Gmina Wartkowice | - Gmina Świnice Warckie - Gmina Grabów - Gmina Łęczyca - Miasto Łęczyca - Gmina Witonia - Gmina Góra Św. Małgorzaty - Gmina Piątek | - Gmina Kutno - Gmina Krzyżanów - Gmina Bedlno | - Gmina Bielawy - Gmina Domaniewice - Gmina Łowicz - Miasto Łowicz - Gmina Nieborów | - Gmina Bolimów      |

Powierzchnia obszaru wynosi 36 650 ha. Leży w mezoregionach: Kotlina Kolska i Równina Łowicko-Błońska. Graniczy z O. Ch. K. Dolina Bzury i Bolimowskim Parkiem Krajobrazowym. Docelowo powinien graniczyć z Obszarami Chronionego Krajobrazu: Pradoliny Neru, Sokolnicko-Piątkowskim, Dolina Ochni-Głowianki i Dolina Słudwi-Przysowy.
Przedmiotem ochrony jest zachowanie walorów przyrodniczych fragmentu powstałej w plejstocenie Pradoliny Warszawsko-Berlińskiej, łączącej dolinę Wisły z doliną Warty, a dalej także Odry i Sprewy. Na chronionym obszarze pradolinę wykorzystuje przede wszystkim Bzura, której dolina osiąga tu 2 km szerokości. Występują tu liczne torfowiska, kanały melioracyjne i podmokłe łąki. Odnotowano tu występowanie 7 gatunków ptaków z Polskiej Czerwonej Księgi Zwierząt i 28 gatunków Załącznika I Dyrektywy Ptasiej. O. Ch. K. pokrywa się w dużej części z Obszarem Natura 2000 "Pradolina Warszawsko-Berlińska" oznaczonym kodem PLB100001.